# Кристоф Дюгари
Кристо́ф Жеро́м Дюгари́ (на френски: Christophe Jérôme Dugarry, френско произношение: [kʁistɔf dyɡɑˈʁi]) е бивш френски футболист и дългогодишен състезател на националния отбор по футбол на Франция, играл на поста нападател. Като футболист е носил екипите на Бордо, Милан, Барселона, Олимпик Марсилия и Бирмингам Сити. С националния отбор на „петлите“ е световен шампион от Мондиал 98, европейски шампион от Евро 2000, както и носител на Купата на конфедерациите през 2001 г. Участва още на Евро 96, където достига до полуфиналите. През 2005 г. слага край на активната си състезателна кариера в катарския ФК Катар, въпреки че дни преди това е получил оферта от Бенфика Лисабон.

## Успехи
Бордо
- Шампион на Лига 2 (1): 1991–92
- Купа на Лигата (1): 2002
- Купа Интертото (1): 1995

 Барселона
- Шампион на Испания (1): 1997–98

 Франция
- Световен шампион (1): Мондиал 98
- Европейски шампион (1): Евро 2000
- Купа на конфедерациите (1): 2001

Индивидуални
- Орден на почетния легион – 1998 [2]